# Tristan (cycle arthurien)
Pour les articles homonymes, voir Tristan.

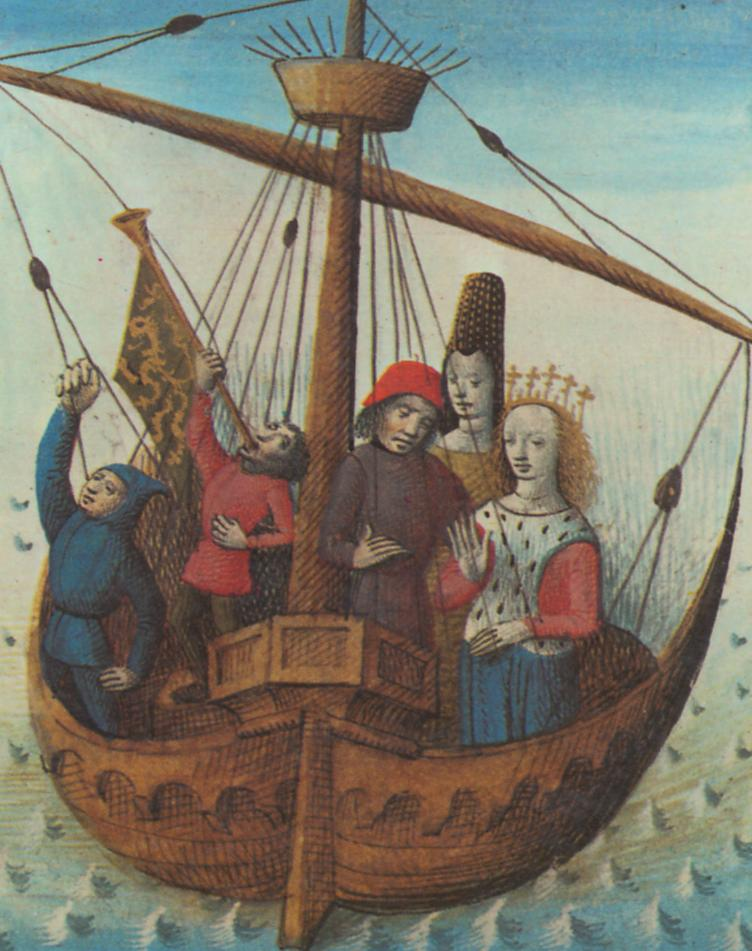
Tristan et Iseult se rendant en Cornouailles, enluminure d'Évrard d'Espinques, vers 1450-1500. Musée Condé, Chantilly.

Tristan (latin et brittonique : Drustanus ; gallois : Trystan), également connu sous le nom de Tristram ou Tristain et des noms similaires, est un des personnages du cycle arthurien. Il est notamment le héros de la légende de Tristan et Iseut. Dans la légende, ce dernier est chargé d'escorter la princesse irlandaise, Iseut, afin qu'elle épouse l'oncle de Tristan, le roi Marc de Cornouailles.
La première apparition préservée du personnage figure dans les récits de la mythologie britannique du XIIe siècle par Thomas d'Angleterre et Gottfried von Strassburg, et plus tard dans le Tristan en Prose.
Il apparaît dans la légende arthurienne comme l'un des chevaliers de la Table Ronde. Il est décrit comme un chevalier très talentueux et un ami proche d'un autre des chevaliers d'Arthur, Lancelot.
Les racines historiques de Tristan ne sont pas claires. Son association avec les Cornouailles peut provenir de la pierre de Tristan, un pilier de granite du VIe siècle en Cornouailles, inscrite sous le nom de Drustanus (une variante du nom de Tristan). Il a été représenté dans de nombreuses œuvres historiques et modernes de la littérature, de la musique et du cinéma.

## Tristan

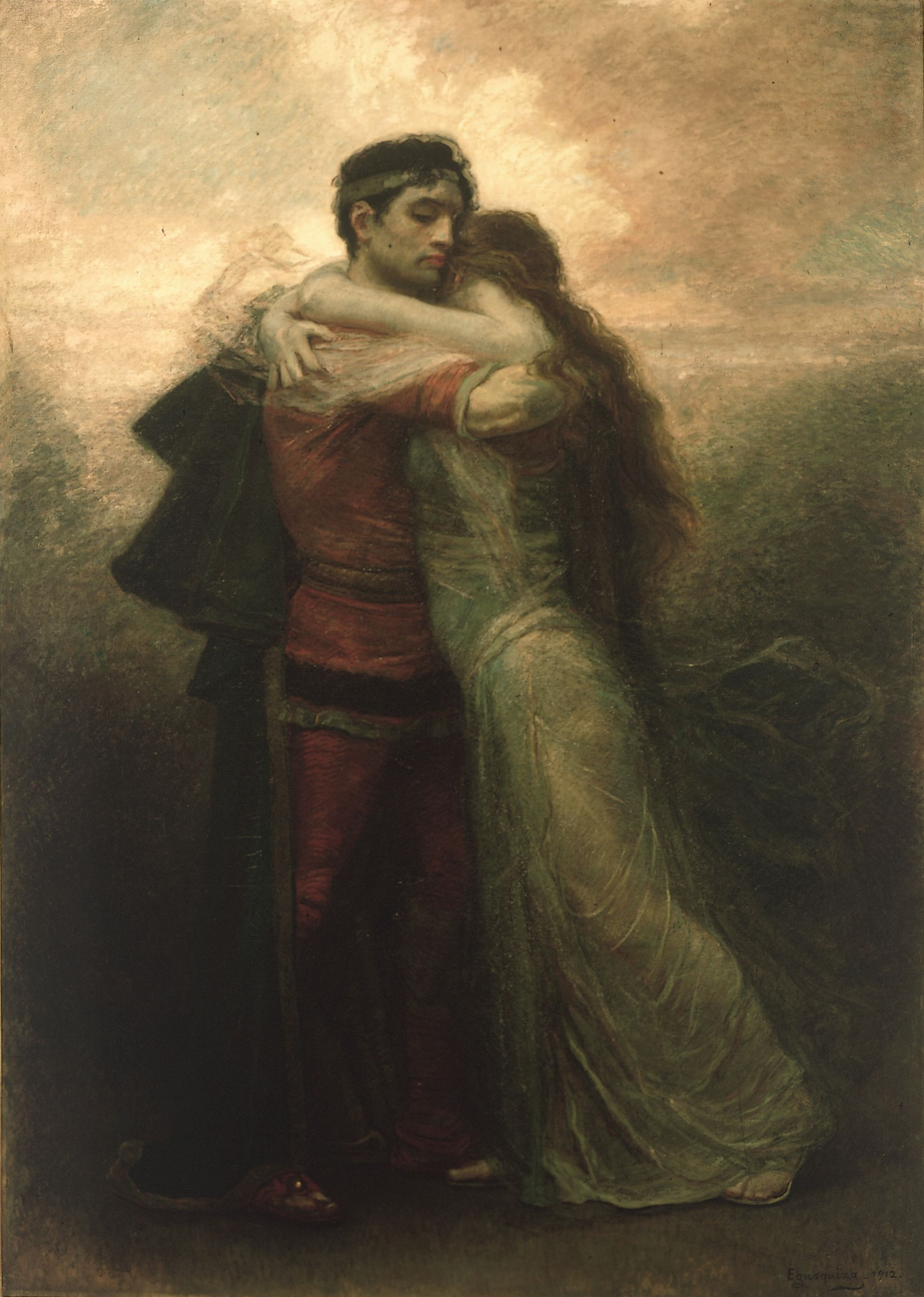
Peinture de Tristan et Iseut par Rogelio de Egusquiza (1912)

Dans la légende Tristan et Iseut, Tristan est le neveu du roi Marc de Cornouailles. Il fut envoyé en Irlande afin de chercher Iseut la blonde, pour qu'elle épouse le roi Marc. Cependant, au cours de leur voyage, Tristan et Iseut boivent accidentellement un philtre d'amour et tombent éperdument amoureux l'un de l'autre. C'est alors qu'ils commencent une relation adultère. Le couple fait face à de nombreuses défis qui mettent à l'épreuve leur liaison secrète. Finalement, Tristan est banni de Cornouaille et finit par épouser Iseut aux Blanches Mains, fille d'un des seigneurs de Petite-Bretagne. Iseut aux Blanches Mains est jalouse d'Iseut la Blonde, alors c'est tout naturellement que lorsque Tristan, souffrant d'une blessure mortelle causée par un glaive empoisonné, appelle son amante pour le soigner, elle lui ment sur son arrivée. Tristan avait convenu que le bateau reviendrait avec une voile blanche si Iseut la Blonde accepte de le secourir. Iseut arrive dans un vaisseau à la voile blanche, mais l’épouse de Tristan lui dit que la voile est noire. Se croyant abandonné par celle qu’il aime, il se laisse mourir.
Dans la Folie Tristan, version dite "commune" de Béroul, après son bannissement de Cornouaille, Tristan vit en Petite-Bretagne tandis que le roi Marc de Cornouaille garde auprès de lui Iseut la Blonde. Mais Tristan se languit de son amante et désire la revoir. C'est alors qu'il décide de partir en Cornouaille pour retourner auprès de sa bien-aimée. Pour ne pas se faire reconnaître, il imagine une ruse. Il tond ses cheveux, teint son visage et adopte une toute nouvelle démarche et un nouveau ton de voix. Dans ce récit, Tristan souffrant de ne pouvoir voir la femme qu'il aime, décide d'utiliser un stratagème  pour retourner dans le pays dont il fut banni: se déguiser en fou pour entrer dans la cour du roi.
Tristan a fait sa première apparition écrite au XIIe siècle dans la mythologie britannique circulant dans le nord de la France et dans le royaume de Bretagne. Elles avaient elles-mêmes des liens ancestraux et culturels étroits avec le pays de Galles, les Cornouailles et le Devon via l'ancien royaume britannique de Domnonée. Bien que les histoires les plus anciennes concernant Tristan soient perdues, certains histoires dérivées existent toujours.
La plupart des premières versions appartiennent à l'une de ces deux branches : la « version courtoise » représentée dans les récits de Thomas d'Angleterre Tristan, de son successeur allemand Gottfried von Strassburg et dans la Folie Tristan d'Oxford. Puis la "version commune", qui comprend les œuvres de la littérature française médiévale.
Chrétien de Troyes, le romancier arthurien a mentionné dans son poème (Cligès) qu'il a composé son propre récit de l’histoire; cependant, aucune copie ou enregistrement de ce texte n'a survécu. Au XIIIe siècle, durant la grande période des romans en prose, Tristan en prose est devenu l'un des romans les plus populaires de son époque. Cette œuvre longue, tentaculaire et souvent lyrique (l'édition moderne occupe treize volumes) suit le Tristan de la légende traditionnelle au royaume du roi Arthur où Tristan participe à la quête du Saint Graal. Son grand succès a engendré de nombreuses réécritures italiennes (comme la Tavola Ritonda) et d'autres réécritures. Parmi eux, se trouvait le cycle post-vulgate français qui le combinait avec une version abrégée du cycle (de la) Vulgate, dont les éléments eux-mêmes avaient déjà été utilisés dans Tristan en prose.

## Nom
L'ancien nom britannique "Tristan" semble signifier "claquement des épées de fer", tandis que les versions les plus récentes des langues romanes, y compris le français, donnent comme interprétation "tristesse" (voir en latin tristis et l'ancien français triste). Dans Tristan de Gottfried von Strassburg, lorsque la mère de celui-ci, Blanchefleur, (Olwenn), apprend que son mari a été tué au combat, elle meurt en couches. Le bébé orphelin est nommé "Tristan" en raison des circonstances douloureuses de sa naissance.
Le nom « Tristan » pourrait également dériver de la légendaire dénomination Pictish Chronicle de Drest ou Drust, qui apparaît fréquemment comme le nom de plusieurs anciens rois pictes dans la région de l'actuelle Écosse, loin au nord-ouest des Cornouailles ; Drustanus est simplement Drust traduit en latin. Le nom peut provenir d'une ancienne légende concernant un roi picte qui tua un géant dans un passé lointain et qui s'était répandu dans toutes les îles. Il peut provenir d'un saint Drostan picte du VIe siècle qui portait une autre forme du nom ou il peut avoir migré vers le nord depuis le sud-ouest en raison de la renommée des légendes d'Arthur. De plus, il y avait un Tristan qui a témoigné d'un document légal à l'abbaye souabe de Saint-Gall en 807.
Le chercheur Sigmund Eisner est arrivé à la conclusion que le nom "Tristan" vient de Drust, fils de Talorc, mais que la légende de Tristan telle que nous la connaissons a été rassemblée par un moine irlandais vivant dans le nord de la Grande-Bretagne vers le début du VIIIe siècle . Eisner explique que les moines irlandais de cette époque auraient été familiers avec les récits grecs et romains auxquels la légende emprunte - tels que Pyramus et Thisbe; ils auraient également été familiarisés avec les éléments celtiques de l'histoire comme dans La poursuite de Diarmuid et Gráinne. Eisner conclut que l'auteur de l'histoire de Tristan a utilisé les noms et certaines des traditions locales de son propre passé récent. À ces personnages, il a attaché des aventures qui lui avaient été transmises de la mythologie romaine et grecque. Il a vécu dans le nord de la Grande-Bretagne, et il a été associé à un monastère et a commencé la première interprétation de l'histoire de Tristan lors de ses voyages là où elle a été trouvée.

## Dansle Morte d'Arthur
Plus tard Thomas Malory raccourcit le "Tristan en Prose" pour l'intégrer au Book of Sir Tristram de Lyones, une partie de Le Morte d’Arthur dans lequel Tristan (Tristram) joue le rôle du contre-héros face à Lancelot. Parmi tous les chevaliers, Tristan est celui qui se rapproche le plus de Lancelot. Lui aussi aime une reine, cependant épouse d’un autre. Tristan est même considéré comme aussi fort et bon chevalier que lui, incluant la réalisation de la prophétie de Merlin, dans laquelle ces deux personnages s'engageront dans le plus grand duel de chevaliers de tous les temps. Bien qu’aucun ne tua l’autre, ils deviennent de tendres amis. «La représentation de leurs prouesses chevaleresques éclipsées pour une grande section de récits, pour l'amour de leurs reines respectives». Ses autres amis et complices incluent Dinadan et Lamorak.

## Les racines historiques
La « Romance de Tristan et Iseult » de Béroul, une version normande qui est possiblement la plus ancienne version existante, est notable pour ses lieux géographiques très spécifiques en Cornouailles. Un autre aspect étrange est celui du royaume d’origine de Tristan, Lyonesse, où il n’existe aucune preuve de son existence. Toutefois, il y avait deux endroits nommés Léonais; l'un en Bretagne, l’autre à Lothian, selon la transcription du vieux français. Quoi qu’il en soit, Tristan étant un prince de Lothian ferait son nom le plus raisonnable, Lothian étant sur les terres frontalières de la haute-royauté du Picte.

## Apparitions dans d'autres médias
- 1943 : L'Éternel Retour de Jean Delannoy scénario et dialogues de Jean Cocteau
- 1972 : Tristan et Iseult
- 1982 : Feuer und Schwert: Die Legende von Tristan und Isolde de Veith von Fürstenberg, interprété par Christoph Waltz
- 2002 : Tristan et Iseut
- 2004 : Le Roi Arthur (King Arthur) de Antoine Fuqua, interprété par Mads Mikkelsen
- 2006 : Tristan et Yseult (Tristan & Isolde)  de Kevin Reynolds, interprété par James Franco
- 2017 : Le Roi Arthur : La Légende d'Excalibur (King Arthur: Legend of the Sword) de Guy Ritchie, interprété par Kingsley Ben-Adir
- 2020 : Seven Deadly Sins (Nanatsu no taizai) de Nakaba Suzuki, Tristan est le fils de Meliodas et Elisabeth.
- 2020: Fate Grand Order Camelot

## Hommage
L'astéroïde (1966) Tristan, découvert en 1960, est nommé en son honneur.